# Elton John
Sir Elton Hercules John, CBE, (rojen kot Reginald Kenneth Dwight), angleški rock pevec, tekstopisec, skladatelj, pianist in občasni igralec, * 25. marec 1947, Pinner, Middlesex, Anglija.
V svoji karieri, ki traja že štiri desetletja, je Elton John prodal več kot 250 milijonov izvodov svojih albumov, s čimer je postal eden izmed najuspešnejših glasbenikov vseh časov. Njegov singl »Candle in the Wind 1997« je po svetu prodal več kot 33 milijonov izvodov in je najbolje prodajani singl v zgodovini Billboardovih glasbenih lestvic. Šestinpetdeset njegovih pesmi je zasedlo eno izmed prvih štiridesetih, šestnajst eno izmed prvih desetih, štiri drugo, devet pa prvo mesto na najrazličnejših glasbenih lestvicah povsod po svetu; poleg tega je sedem njegovih zaporednih albumov je ob izidu zasedlo prvo mesto na lestvici Billboard 200. Elton John že od leta 1967 sodeluje z Berniejem Taupinom kot njegov partner pri pisanju pesmi; do danes sta skupaj napisala že veliko del, izdanih na več kot tridesetih albumih. Za svoje delo je bil nagrajen s šestimi grammyji, štirimi nagradami Brit, oskarjem, zlatim globusom in tonyjem. Leta 2004 mu je revija Rolling Stone dodelila devetinštirideseto mesto na svojem seznamu 100 največjih ustvarjalcev vseh časov.
Leta 1994 so v Hram slavnih rokenrola vključili tudi Eltona Johna. Leta 1996 je prejel naziv poveljnika reda britanskega imperija (CBE) in leta 1998 ga je kraljica Elizabeta II. povitezila za njegov »prispevek h glasbi in dobrodelnemu delu«.
Elton John je že vse od poznih osemdesetih velikokrat sodeloval v kampanjah za boj proti AIDS-u. Leta 1992 je ustanovil dobrodelno organizacijo Elton John AIDS Foundation in leto dni kasneje je pričel voditi zabavo po podelitvi oskarjev, ki danes velja za eno od najbolj obiskanih zabav po podelitvi oskarjev v zgodovini hollywoodske filmske industrije. Od ustanovitve je dobrodelna organizacija za boj proti AIDS-u zbrala že več kot 200 milijonov $.
Elton John se je 21. decembra 2005 civilno poročil s svojim partnerjem Davidom Furnishom in še naprej podpira socialno gibanje LGBT. Leta 2008 ga je revija Billboard na svojem seznamu Billboardovih 100 najboljših glasbenikov vseh časov imenovala za najuspešnejšega samostojnega moškega glasbenika vseh časov (sicer je na lestvici zasedel tretje mesto, takoj za Madonno in Beatli).

## Življenje in kariera

### 1947–1961: Zgodnje življenje
Elton John se je rodil kot Reginald Kenneth Dwight v Pinnerju, Middlesex, Anglija, Združeno kraljestvo kot najstarejši in edini otrok Stanleyja in Sheile Eileen Dwight (roj. Harris). Vzgojen je bil v občinskem stanovanju njegovih starih staršev po materini strani. Njegova starša sta se poročila, ko je imel šest let, ko se je družina preselila v bližnje vrstne hiše. Obiskoval je vrtec Pinner Wood, osnovno šolo Reddiford in srednjo šolo Pinner County, kjer je s šolanjem končal pri sedemnajstih, tik pred zaključnimi izpiti, ko se je odločil, da se bo raje osredotočil na svojo glasbeno kariero.
Ko je pričel Elton John resno razmišljati o karieri v glasbeni industriji, se je njegov oče, ki je delal kot letalski poročnik pri kraljevem vojnem letalstvu, zelo trudil, da bi ga prepričal, da bi si poiskal bolj konvencionalen poklic, kot je bankir. Elton John je dejal, da je bilo nastopanje v divjih kostumih njegov način prebolevanja njegovega otroštva, v katerem sta ga starša kar naprej omejevala. Oba njegova starša sta bila glasbeno zelo dejavna; njegov oče je igral trobento pri glasbeni skupini Bob Millar Band, profesionalni glasbeni skupini, ki je mnogokrat nastopila na raznih vojaških prireditvah. Dwightovi so imeli doma mnogo glasbenih plošč, zato je bil Elton John že vse od zgodnjega otroštva zelo izpostavljen takrat popularnim pevcem in glasbenikom; sam je kasneje dejal, da ga je najbolj pritegnil rock'n'roll in plošči Elvisa Presleyja ter glasbene skupine Bill Haley & His Comets, ki ju je njegova mama nakupila leta 1956.
Elton John je klavir pričel igrati pri treh letih in v letu dni je njegova mama ugotovila, da lahko samo po posluhu zaigra pesem »The Skater's Waltz« Winifred Atwell. Po nastopanju na raznih zabavah in družinskih srečanjih se je pri sedmih letih začel učiti klavirja tudi v glasbeni šoli. V šoli je pokazal svojo nadarjenost za glasbo s skladanjem raznih melodij in igranjem v slogu Jerryja Leeja Lewisa na raznih šolskih prireditvah. Pri enajstih je prejel štipendijo in pričel obiskovati Kraljevo akademijo glasbe. Eden izmed njegovih bivših učiteljev je kasneje povedal, da je takoj zatem, ko je prvič zaslišal neko Handlovo delo, dolgo štiri strani, to pesem lahko samo po posluhu brez vaje zaigral kot »gramofon«.
Naslednjih pet let je Elton John obiskoval sobotne učne ure na akademiji v osrednjem Londonu in, kot je dejal kasneje, najbolj užival ob igranju Chopinovih in Bachovih del ter petju na sobotnem pevskem zboru, a sicer ni bil prav vesten učenec. »V bistvu se mi je akademija kar malo upirala,« je dejal. »Bil sem eden od tistih učencev, ki so razred lahko naredili tudi brez kakršnekoli vaje, vendar z nekoliko slabšimi ocenami.« Pravi, da je včasih šprical pouk in se z vlakom vozil po londonski podzemni železnici. Kljub temu so mnogi njegovi učitelji povedali, da je bil »vzoren učenec« in zadnjih pet let šolanja na akademiji je deloval tudi kot zasebni učitelj klavirja.
Njegova mati je bila, čeprav je bila z Eltonom Johnom stroga, v primerjavi s svojim možem živahnejša in svobodnejšega duha. Ker se Stanley Dwight za svojega sina ni preveč zanimal in je bil pogosto odsoten, je Eltona Johna vzgojila predvsem njegova mati in njena mama. Ko je bil njegov oče doma, sta imela zakonca Dwight pogosto strašne prepire, zaradi katerih je bil Elton John pod velikim stresom. Ko je bil star štirinajst let, sta se njegova starša ločila. Njegova mama se je nato poročila z lokalnim slikarjem Fredom Farebrotherjem, ljubečim in skrbnim očimom, ki ga je Elton John ljubkovalno klical »Derf« (njegovo ime, črkovano z druge strani). Preselili so se v prvo nadstropje osemnadstropnega bloka, ki je nosil ime Frome Court in ki ni bil daleč stran od obeh prejšnjih domov Eltona Johna. Tam je Elton John napisal nekaj pesmi, s katerimi je pričel s svojo kariero rock zvezdnika in od tam se je preselil šele, ko so že štirje njegovi albumi zasedli eno izmed prvih štiridesetih mest na ameriški glasbeni lestvici.

### 1962–1968: Barski pianist in pisanje pesmi
Pri petnajstih je Reginald Dwight s pomočjo svoje mame in očima dobil službo pianista v baru bližnjega hotela, imenovanega Northwood Hills, ki pa jo je opravljal predvsem ob vikendih. Na teden je za igranje od četrtka do nedelje zaslužil 35 £ ter napitnino. Poznan pod imenom »Reggie« je Elton John igral predvsem popularne pesmi, kot so dela Jima Reevesa in Rayja Charlesa, a občasno je zaigral tudi nekaj del, ki jih je napisal sam. Takrat je kratek čas sodeloval z glasbeno skupino, imenovano Corvettes.
Leta 1964 je Elton John skupaj z nekaj prijatelji ustanovil glasbeno skupino z imenom Bluesology. Podnevi je vodil opravke glasbene založbe, ponoči pa je nastopal samostojno v londonskih hotelskih barih ali pa s skupino Bluesology. Do srede šestdesetih je skupina Bluesology kot spremljevalna glasbena skupina že nastopila na turnejah ob ameriških soul in R&B glasbenikih, kot so The Isley Brothers, Major Lance, Billy Stewart, Doris Troy ter Patti LaBelle and The Bluebelles. Leta 1966 je skupina postala spremljevalni band Longa Johna Baldryja in šestnajstkrat nastopila v klubu The Marquee.
Potem, ko ni požel uspeha na avdicijah za glavnega pevca skupin King Crimson in Gentle Giant, se je Reginald Dwight odzval na oglas New Musical Express, ki ga je vodil Ray Williams, takratni menedžer glasbene založbe Liberty Records. Ob prvem srečanju z Eltonom Johnom mu je Ray Williams dal precej besedil, ki jih je napisal Bernie Taupin, glasbenik, ki se je tako kot on sam odzval na oglas. Reginald Dwight je napisal glasbo za besedila in končne izdelke poslal Bernieju Taupinu; s tem sta pričela z dolgoletnim partnerstvom, ki traja še danes. Prvič sta se tudi osebno spoznala leta 1967 v nekem glasbenem studiu, ko sta posnela svojo prvo skupno pesem, »Scarecrow«. Šest mesecev kasneje je Reginald Dwight prevzel ime »Elton John«, po saksofonistu glasbene skupine Bluesology, Eltonu Deanu, in Longu Johnu Baldryju.
Elton John in Bernie Taupin sta se leta 1968 pridružila skupini tekstopiscev založbe DJM Records Dicka Jamesa in dve leti pisala gradivo za najrazličnejše glasbenike, kot sta Roger Cook in Lulu. Bernie Taupin je v kakšni uri napisal besedilo in ga nato dal Eltonu Johnu, ki je v pol ure zanj napisal glasbo ali pa besedilo odvrgel stran, če se ni hitro česa spomnil. Dve leti sta pisala bolj preproste pesmi za Dicka Jamesa, ki je večino njunih del dokaj hitro razporedil med razne pevce. Med drugim sta v tistem času napisala tudi pesem »Can't Go On (Living Without You)«, s katero je pevka Lulu leta 1969 zastopala Združenim kraljestvom na Evroviziji. Zasedla je šesto mesto. Leta 1969 je Elton John zaigral klavir na prvi pesmi Rogerja Hodgsona, »Mr. Boyd«, kjer je poleg njega igral tudi kvartet Argosy, ki sta ga med drugim sestavljala tudi Caleb Quaye and Nigel Olsson.
V tistem času je Elton John za kratek čas nastopil tudi ob mnogih drugih glasbenikih; med drugim je zaigral klavir na pesmi »He Ain't Heavy, He's My Brother« glasbene skupine The Hollies in zapel spremljevalne vokale za glasbeno skupinofor The Scaffold.

### 1969–1973: Debitantski album inGoodbye Yellow Brick Road
Po nasvetu glasbenega založnika Stevea Browna sta Elton John in Bernie Taupin pričela pisati bolj zapletene pesmi za Eltona Johna, ki jih je kasneje posnel v sodelovanju z založbo DJM Records. Singl »I've Been Loving You« (1969) je bil eden izmed prvih takih pesmi. Produciral ga je Caleb Quaye, kitarist skupine Bluesology. Leta 1969 so Caleb Quaye, bobnar skupine Bluesology, Roger Pope in basist Tony Murray skupaj z Eltonom Johnom posneli še en singl, »Lady Samantha«, ter izdali glasbeni album z naslovom Empty Sky.
Ob snemanju svojega glasbenega albuma, Elton John, sta Elton John in Bernie Taupin za producenta izbrala Gusa Dudgeona in Paula Buckmasterja za aranžerja glasbe. Album Elton John je aprila 1970 izšel preko založb DJM Records in Pye Records v Veliki Britaniji in 22. julija istega leta preko založbe Uni Records v Združenih državah Amerike. S tem albumom sta Elton John in Bernie Taupin odkrila formulo za uspeh, ki sta jo uporabila tudi pri svojih naslednjih albumih: rock pesmi z mirnimi spremljevalnimi akordi in grenke balade. Prvi singl z albuma, »Border Song«, je na lestvici Billboard Hot 100 zasedel dvaindevetdeseto mesto, drugi, »Your Song«, pa celo eno izmed prvih desetih ter tako postal prvi singl, ki ga je zapel Elton John, ki je zasedel eno izmed prvih desetih mest na ameriški glasbeni lestvici. Album je kmalu postal njegova prva uspešnica, saj je zasedel četrto mesto na lestvici Billboard 200 ter peto mesto na britanski glasbeni lestvici.
Prvi ameriški koncert Eltona Johna, na katerem sta ga spremljala bivši bobnar skupine Spencer Davis Group, Nigel Olsson, in basist Dee Murray, ki so ga organizirali v areni The Troubadour v Los Angelesu avgusta 1970, je požel ogromno uspeha.
Oktobra 1970 so izdali konceptni album z naslovom Tumbleweed Connection; album je nazadnje zasedel eno izmed prvih desetih mest na lestvici Billboard 200. Album v živo, 17-11-70 (v Združenih državah Amerike izdan pod imenom 11–17–70), so posneli na nekaj koncertih v živo in izdali preko studijev A&R Studios na radiju WABC-FM v New York Cityju. Album se je prodajal izredno dobro, predvsem na vzhodni obali Združenih držav Amerike, najbrž zato, ker so že pred uradnim izidom albuma v sklopu promocije na radijih predvajali za šestdeset minut pesmi, ne samo za štirideset minut pesmi, ki jih je izbral Dick James, kot povsod drugod.
Elton John in Bernie Taupin sta nato napisala nekaj pesmi za soundtrack dokaj uspešnega filma Friends (1971) (preko slednjega je izšla tudi istoimenska pesem, ki je požela kar precej uspeha), kmalu zatem pa izdala nov album, Madman Across the Water, ki je zasedel eno izmed prvih desetih mest na glasbenih lestvicah v večini držav in preko katerega je izšla uspešnica »Levon«. Leta 1972 je se glasbeni skupini Elton John Band kot kitarist in spremljevalni vokalist pridružil še Davey Johnstone. Glasbena skupina je izdala album Honky Chateau, ki je postal prvi glasbeni album Eltona Johna, ki je zasedel vrh ameriške glasbene lestvice. Tam je album ostal pet tednov in v tem času sta preko njega izšla dva izredno uspešna singla »Rocket Man (I Think It's Going To Be A Long, Long Time)« (ki so ga pogosto primerjali s pesmijo »Space Oddity« Davida Bowieja) in »Honky Cat«.
Pop album Don't Shoot Me I'm Only the Piano Player je izšel v začetku leta 1973 in preko njega so izšle uspešnice, kot so »Crocodile Rock« in »Daniel«; prva je zasedla celo prvo mesto na lestvici Billboard Hot 100 in tako postala prva pesem Eltona Johna, ki ji je to uspelo. Tudi album sam je požel veliko uspeha, saj je zasedel prvo mesto na lestvici Billboard 200 in za uspešno prodajo v Združenih državah Amerike nazadnje prejel trikratno platinasto certifikacijo s strani organizacije Recording Industry Association of America (RIAA). Poleg tega je album zasedel prvo mesto na večini lestvic, na katere se je uvrstil, med drugim tudi na avstralski, kanadski in britanski glasbeni lestvici. Tako album kot pesem »Crocodile Rock« sta bila prvi album in prva pesem Eltona Johna, ki sta v Združenih državah Amerike izšla preko založbe MCA Records, saj je Elton John v tistem času zamenjal založbo Uni Records za založbo MCA Records.
Album Goodbye Yellow Brick Road je takoj ob izidu požel veliko navdušenja med kritiki in je takoj ob izidu zasedel vrh večine glasbenih lestvic povsod po svetu ter tam ostal vsaj dva meseca. Ob izidu albuma si je Elton John za nekaj časa prislužil naziv glam rock zvezdnika. Preko albuma Goodbye Yellow Brick Road je izšla uspešnica »Bennie and the Jets«, ki je zasedla prvo mesto na večini glasbenih lestvic, na katere se je uvrstila, pa tudi popularne in s strani kritikov mnogokrat pohvaljene pesmi »Goodbye Yellow Brick Road«, »Candle in the Wind«, »Saturday Night's Alright for Fighting«, »Funeral For A Friend/Love Lies Bleeding« ter »Grey Seal« (ki so jo na začetku posneli leta 1970 in izdali že kot B-stran singla »Rock and Roll Madonna«, izdanega že preko albuma Elton John). Album Goodbye Yellow Brick Road še danes velja za enega od najpopularnejših, s strani kritikov najbolj hvaljenih in najbolje prodajanih albumov Eltona Johna v njegovi karieri, saj je do danes po svetu prodal več kot 15 milijonov izvodov Revija Rolling Stone je album uvrstila na enaindevetdeseto mesto svojega seznama petstotih najboljših albumov vseh časov, Channel 4 pa leta 2009 na devetinpetdeseto mesto svojega seznama 100 največjih albumov. Kasneje so izdali tudi VHS in DVD oddaje Classic Albums, v kateri se Elton John z raznimi novinarji pogovarja o snemanju, ustvarjanju in popularnosti albuma Goodbye Yellow Brick Road na koncertih ali v raznih intervjujih.

### 1974–1979: Založba Rocket Records inVictim of Love
Elton John je pod pokroviteljstvom založbe MCA Records skupaj z dolgoletnimi sodelavci Berniejem Taupinom, Steveom Brownom in Gusom Dudgeonom ustanovil lastno založbo, imenovano Rocket Records (poimenovano po njegovi uspešnici »Rocket Man«), ki je zastopala predvsem pop rock glasbenike (med pomembnejšimi sta bila Neil Sedaka: na pesmi njegovi pesmi »Bad Blood« je spremljevalne vokale pel Elton John; in Kiki Dee, ki je še v času sodelovanja s to založbo izdala uspešen duet z Eltonom Johnom, »Don't Go Breaking My Heart«), za katere se je zanimal on sam osebno. Preko založbe je nekaj del izdal tudi njegov bivši bobnar Nigel Olsson in član njegove glasbene skupine, Davey Johnstone. Namesto, da bi tudi sam izdajal lastna dela preko založbe Rocket Records, se je pogodil za 8 milijonov $ vredno pogodbo z založbo MCA Records. Ko so pogodbo leta 1974 podpisali, naj bi založba MCA Records po poročanju nekaterih medijev življenje Eltona Johna zavarovala za 25 milijonov $.
Leta 1974 je Elton John pričel sodelovati z Johnom Lennonom; takrat je Elton John posnel lastno različico pesmi »Lucy in the Sky with Diamonds« Beatlov in pesmi »One Day at a Time« Johna Lennona, glasbena skupina Eltona Johna pa je sodelovala pri snemanju pesmi »Whatever Gets You thru the Night«. Na zadnjem nastopu Johna Lennona je skupaj z Eltonom Johnom izvedel dve svoji pesmi, ki sta zasedli prvo mesto na večini glasbenih lestvic, na katere sta se uvrstili, ter klasično uspešnico skupine The Beatles, »I Saw Her Standing There« v areni Madison Square Garden. Kasneje je Elton John v živo nastopil samo še enkrat, in sicer spet poleg Eltona Johna, ko je zapel svojo uspešnico »Whatever Gets You Thru The Night«.
Album Caribou, ki so ga izdali leta 1974, je sicer zasedel prvo mesto na večini lestvic, na katere se je uvrstil, a so ga kritiki obravnavali kot manj kvaliteten album Po poročanju naj bi ga posneli v samo dveh tednih in preko njega sta izšli pesmi »The Bitch Is Back« in »Don't Let the Sun Go Down on Me«. Takrat je pričel sodelovati tudi z založbama Island Records in Mercury Records; to je prvi album, ki ga je Elton John v Združenih državah Amerike izdal preko teh dveh založb.
Pete Townshend iz glasbene skupine The Who je Johna Eltona prosil, naj igra lik »Local Lad« v filmu, posnetem po rock operi Tommy, za katerega je na njegovo željo posnel tudi pesem »Pinball Wizard«. Različica te pesmi Eltona Johna je bila počasnejša od originala in po izidu preko filma leta 1975 so jo leta 1976 izdali tudi kot singl (v Združenih državah Amerike že leto dni prej). Pesem je zasedla sedmo mesto na britanski glasbeni lestvici. Podjetje Bally je kasneje izdalo napravo fliper z ilustracijo Eltona Johna v njegovi filmski preobleki.
V avtobiografskem albumu Captain Fantastic and the Brown Dirt Cowboy, izdanem leta 1975, je Elton John razkril svojo spočetka zelo dvoumno osebnost; v besedilih je skupaj z Berniejem Taupinom opisoval svoja zgodnja leta delovanja kot tekstopisca v Londonu, ko še nista bila tako uspešna. Besedila in knjižica s fotografijami, ki so jo izdali ob albumu, albumu določata čas in kraj, kar je pri albumih Eltona Johna sicer zelo redko. Pesem »Someone Saved My Life Tonight«, izdana kot prvi singl z albuma, je postala edina uspešnica z albuma (med drugim je zasedla četrto mesto na Billboardovi lestvici najboljših pop pesmi) in je govorila o prvih pomembnejših dogodkih v življenju Eltona Johna. Za album Captain Fantastic and the Brown Dirt Cowboy je bil Elton John leta 1976 nominiran za svoja prva dva grammyja, in sicer v kategorijah za »album leta« in »najboljši vokalni nastop - moški«.
Izid albuma Captain Fantastic and the Brown Dirt Cowboy je zaznamoval konec glasbene skupine Elton John Band, saj so bili ostali člani glasbene skupine nezadovoljni in preobremenjeni Elton John je prenehal sodelovati z Nigelom Olssonom in Deejem Murrayjem, dvema človekoma, ki sta veliko prispevala k značilnemu in razpoznavnemu zvoku glasbene skupine in sta mu pomagala graditi kariero že vse od začetka. Po podatkih revije Circus je predstavnica Johna Reida (Connie Papas) dejala, da je Elton John to odločitev sprejel po telefonskem pogovoru, v času, ko je v Avstraliji promoviral film Tommy. Dejala je tudi, da ju John Reid sam ne bi mogel odpustiti v nobenem primeru, saj »glasbene skupine ni najel John Reid, najel jo je Elton John.« Povedala je tudi, da bosta oba po vsej verjetnosti zopet sodelovala z Eltonom Johnom, saj Nigel Olsson pomaga pri ustvarjanju njegovega naslednjega albuma, Dee Murray pa se namerava v studije vrniti ob začetku snemanja »in načrtuje samostojni glasbeni album«.
V glasbeni skupini so obdržali Daveyja Johnstonea in Rayja Cooperja, Caleb Quaye in Roger Pope sta se nazadnje vrnila, najeli pa so tudi novega basista za glasbeno skupino, Kennyja Passarellija; tako so si zagotovili nekoliko bolj odločno spremljavo. V studiju se jim je kot pianist in aranžer pridružil še James Newton-Howard. Elton John je svojo novo spremljevalno skupino predstavil pred 70.000 ljudmi na koncertu na stadionu Wembley v Londonu.
Rock album Rock of the Westies je ob izidu zasedel prvo mesto na ameriški glasbeni lestvici. Kostumi Eltona Johna so sedaj vključevali tudi obleke z nojevim perjem, 5.000 $ vredna skupina luči, ki je črkovala njegovo ime, kostumi Kipa svobode, Donalda Ducka in Mozarta ter mnogih drugih.
Da bi proslavil pet let, odkar se je tam prvič pojavil, je Elton John leta 1975 v dveh nočeh odigral štiri koncerte v areni The Troubadour. Ker je bilo na koncert zagotovljenih le 500 vstopnic, povpraševanja pa veliko, se je kupce vstopnic izžrebalo; vsak izžrebani je lahko kupil največ dve vstopnici. Vsi, ki so se koncerta udeležili, so prejeli trdo vezan »letni album« zgodovine glasbene skupine. Tistega leta je Elton John na klavir zaigral pesem »Sweet Deceiver« Kevina Ayersa in je bil eden izmed prvih in redkih glasbenikov, ki so se pojavili v ameriški oddaji Soul Train. 9. avgusta 1975 je Elton John na prvi podelitvi nagrad Rock Music Awards v Santa Monici, Kalifornija, prejel naziv »izstopajoče rock osebnosti leta«.
Maja 1976 je Elton John izdal album v živo z naslovom Here and There, temu pa je oktobra istega leta sledil njegov naslednji album, Blue Moves, preko katerega je izšel tudi singl »Sorry Seems to Be the Hardest Word«. Leta 1976 je največ uspeha požel s pesmijo »Don't Go Breaking My Heart«, duetom s Kiki Dee, ki je zasedel vrh tako ameriške kot britanske glasbene lestvice. Tistega leta je Elton John v intervjuju z revijo Rolling Stone, natančneje v članku z naslovom »Iskren pogovor z Eltonom«, nazadnje razkril, da je biseksualec.
Poleg tega, da je Elton John med leti 1970 in 1976 komercialno požel največ uspeha v svoji karieri, je v tistem času prejel tudi največ hvale s strani glasbenih kritikov. V le treh letih, med leti 1972 in 1975, je sedem njegovih albumov zasedlo prvo mesto na ameriški glasbeni lestvici, kar do tedaj ni uspelo še nobenemu drugemu glasbeniku. Poleg tega je bilo vseh sedem njegovih albumov, ki jih je revija Rolling Stone leta 2003 uvrstila na svoj seznam 500 najboljših albumov vseh časov, iz tega obdobja; poleg najvišje uvrščenega albuma Goodbye Yellow Brick Road, ki je zasedel enaindevetdeseto mesto, se je na to lestvico uvrstilo še šest drugih albumov, ki so prejeli pet zvezdic s strani novinarjev s spletne strani Allmusic, in sicer albumi Elton John (1970), Tumbleweed Connection (1970), Honky Château (1972), Elton John's Greatest Hits (1974) in Captain Fantastic and the Brown Dirt Cowboy (1975), vsi izdani v tem obdobju.
V tem obdobju se je Elton John pojavil tudi v BBC-jevi oddaji Morecambe and Wise Show. Komični duet, Morecambe in Wise, ki sta vodila oddajo, sta celo epizodo kazala na občinstvo in vsepovsod, razen na oder, da bi mu preprečila pričeti peti.
Novembra 1977 je Elton John oznanil, da se bo upokojil in ne bo več nastopal. Takrat je Bernie Taupin pričel sodelovati tudi z drugimi glasbeniki. Leta 1978 je izdal nov album, A Single Man, pri ustvarjanju katerega pa je najel novega tekstopisca, Garyja Osbornea; noben singl z albuma ni zasedel enega izmed prvih dvajsetih mest na ameriški glasbeni lestvici, a dva singla, »Part-Time Love« in »Song for Guy«, ki sta izšla tudi v Veliki Britaniji, sta tamkaj zasedla eno izmed prvih dvajsetih mest, zadnji celo eno izmed prvih petih. Leta 1979 je ob spremljavi Rayja Cooperja Elton John postal eden izmed prvih zahodnjaških glasbenikov, ki je sam odšel na turnejo po Sovjetski zvezi (ter prvi, ki je nastopil v Izraelu), nato pa se je vrnil v Združene države Amerike in nastopal tudi tam. Leta 1979 je zopet požel nekaj uspeha s pesmijo »Mama Can't Buy You Love«, ki je zasedla eno izmed prvih devetih mest na ameriški glasbeni lestvici; pesem je prvi posnel filadelfski soul producent Thom Bell leta 1977, ki jo je nameraval izdati preko založbe MCA Records, vendar jo je slednja zavrnila. Elton John je kasneje priznal, da je bil Thom Bell prva oseba, ki ga je učila peti; menda naj bi ga spodbujal, naj poje nižje. Njegov naslednji album, Victim of Love (1979), ki je vključeval več disko pesmi, ob izidu ni požel veliko uspeha. Leta 1979 je Elton John ponovno pričel sodelovati z Berniejem Taupinom, pa čeprav so njuna prva skupna dela izšla šele leta 1983 preko albuma Too Low For Zero.

### Osemdeseta:The FoxinSleeping with the Past
Preko albuma 21 at 33, izdan maja 1980, je predstavljal prelomno točko v karieri Eltona Johna. Po štirih letih je prvič zopet požel nekaj uspeha s pesmijo »Little Jeannie« (zasedla je tretje mesto na ameriški glasbeni lestvici), ki jo je napisal Gary Osborne. Njegov naslednji album, The Fox, ki so ga izdali leta 1981, je posnel med snemanjem albuma 21 at 33, vključeval pa je tudi dela, na katerih je sodeloval z Tomom Robinsonom in Judie Tzuke. 13. septembra 1980 je skupaj z Deejem Murrayjem in Nigelom Olssonom ter glasbeno skupino Elton John Band za 400.000 oboževalcev organiziral zastonj nastop v Central Parku v New York Cityju. Njegov singl »Empty Garden (Hey Hey Johnny)« (1982), izdan preko albuma Jump Up!, je postal drugi singl, ki ga je izdal z založbo Geffen Records, s katero je podpisal novo pogodbo.
Na Valentinovo leta 1984 se je Elton John poročil s svojo bližnjo prijateljico in glasbeno inženirko Renate Blauel - zakon je trajal tri leta. V dokumentarnem filmu kanala Channel Special, ki je govoril o njegovem življenju, je spregovoril o izgubiv glasu med turnejo v Avstraliji leta 1986. Kmalu zatem je odšel na operacijo grla, zaradi česar se je njegov glas za vedno spremenil. Od tedaj naprej ni mogel več doseči nekaterih tonov, zato se je spremenil tudi njegov način petja. Leta 1987 je dobil tožbo proti reviji The Sun zaradi članka, v katerem so ga obtožili, da je plačal mnogim moškim, da so spali z njim.
Z nekaterimi člani glasbene skupine Elton John Band, natančneje z Daveyjem Johnstoneom, Deejem Murrayjem in Nigelom Olssonom, je pričel ponovno nastopati. Njegov naslednji glasbeni album, Too Low for Zero (1983), preko katerega sta izšli pesmi »I'm Still Standing« in »I Guess That's Why They Call It the Blues«, je postal velika uspešnica. Pesem »I Guess That's Why They Call It the Blues«, na katerem je nastopil tudi Stevie Wonder s harmoniko, je zasedel četrto mesto na ameriški glasbeni lestvici ter tako postala njegov tamkaj najuspešnejši singl od pesmi »Little Jeannie«. V osemdesetih je Elton John izdal mnogo pesmi, ki so zasedle eno izmed prvih desetih mest na ameriški lestvici: »Little Jeannie« (1980; tretje mesto), »Sad Songs (Say So Much)« (1984; peto mesto), »Nikita« (1986; sedmo mesto), za katero so posneli tudi videospot, ki ga je režiral Ken Russell, orkesterska različica pesmi »Candle in the Wind« (1987; šesto mesto) in »I Don't Wanna Go On With You Like That« (1988; drugo mesto). Svojo najuspešnejšo pesem je posnel z Dionne Warwick, Gladys Knight in Steviejem Wonderjem. Pesem »That's What Friends Are For«, izdana leta 1985, je zasedla prvo mesto na ameriški glasbeni lestvici. Dobiček, ki so ga zaslužili od prodaje pesmi, je šel za raziskave AIDS-a. Njegovi albumi so se sicer uspešno prodajali, a od vseh albumov, izdanih v drugi polovici osemdesetih, je le album Reg Strikes Back (1988) zasedel eno izmed prvih dvajsetih mest na ameriški glasbeni lestvici; ta je tamkaj zasedel prvo mesto.
Leta 1985 je Elton John nastopil na dobrodelnem koncertu Live Aid na stadionu Wembley. Elton John je na koncertu najprej izvedel pesmi »Bennie and the Jets« in »Rocket Man«; nato je prvič po več letih skupaj s Kiki Dee izvedel pesem »Don't Go Breaking My Heart«; nazadnje je predstavil Georgea Michaela, takrat še člana glasbene skupine Wham!, ki je nato zapel pesem »Don't Let the Sun Go Down on Me«. George Michael je zapel spremljevalne vokale na njegovi pesmi »Wrap Her Up«, najstniški idol Nik Kershaw pa je takrat zaigral nekaj inštrumentov na njegovi pesmi »Nikita«. Elton John je leta 1985 sodeloval tudi z Millie Jackson, leta 1986 pa je zaigral klavir na dveh pesmih heavy metal glasbene skupine Saxon z njihovega albuma Rock the Nations.
Leta 1988 je organiziral pet popolnoma razprodanih koncertov v New York Cityju na Madison Square Gardenu, kar je pomenilo, da je v svoji karieri že šestindvajsetkrat nastopil na razprodanem koncertu. 2.000 njegovih stvari, vrednih več kot 20 milijonov $, so razstavili na dražbi v Sotheby's v Londonu; izkupiček je odšel v dobrodelne namene.

### Devetdeseta: »Sacrifice«inAida
V devetdesetih je Elton John končno zasedel tudi vrh britanske glasbene lestvice, in sicer s pesmijo »Sacrifice« (1990; pesem je vključevala tudi odlomke iz pesmi »Healing Hands«) z njegovega albuma Sleeping with the Past; na prvem mestu britanske glasbene lestvice je ostal še šest tednov. Naslednjega leta je s pesmijo »Basque« osvojil grammyja v kategoriji za »najboljšo skladbo«. Istega leta je pesem »Don't Let the Sun Go Down on Me« , ki jo je z Georgeom Michaelom zapel na koncertu Live Aid, izšla kot singl in zasedla vrh britanske ter ameriške glasbene lestvice. Na podelitvi nagrad Brit leta 1990 je v Londonu, Anglija, bil nagrajen z nagrado v kategoriji za »najboljšega britanskega moškega«.
Leta 1992 je Elton John izdal album The One, ki je zasedel osmo mesto na britanski glasbeni lestvici. Preko albuma je izšla pesem »The One«. Elton John in Bernie Taupin sta nato podpisala 39 milijonov $ vredno pogodbo z glasbeno založbo Warner/Chappell Music, ki je trajala dvanajst let; pogodba je največ denarja vredna pogodba v zgodovini založbe. Aprila 1992 se je pojavil na koncertu, posvečenemu Freddieju Mercuryju v stadionu Wembley, kjer je s preostalimi člani glasbene skupine Queen izvedel pesem »The Show Must Go On« in skupaj z Axlom Roseom z glasbene skupine Guns N' Roses ter glasbeno skupino Queen nastopil s pesmijo »Bohemian Rhapsody«. Septembra tistega leta je s pesmijo »The One« nastopil na podelitvi nagrad MTV Video Music Awards, kjer je z glasbeno skupino Guns N' Roses izvedel tudi pesem »November Rain«. Naslednje leto je izdal album Duets, ki je vključeval petnajst duetov z različnimi glasbeniki, kot sta Tammy Wynette in RuPaul. Preko albuma je izšel še en duet s Kiki Dee, naslovljen »True Love«, ki je zasedel eno izmed prvih desetih mest na britanski glasbeni lestvici.
Skupaj s Timom Riceom je Elton John napisal nekaj pesmi za soundtrack Disneyjevega filma Levji kralj (1994), ki je postal tretji najbolje prodajan animiran film vseh časov. Na 67. podelitvi oskarjev so bile tri nominirane pesmi od petih v kategoriji za »najboljšo originalno pesem« vključene na film Levji kralj; nagrado je nazadnje prejela pesem »Can You Feel the Love Tonight« Eltona Johna. Ta pesem in pesem »Circle of Life« sta postali veliki uspešnici. Za pesem »Can You Feel the Love Tonight« je bil Elton John na 37. podelitvi grammyjev nagrajen tudi z grammyjem v kategoriji za »najboljši moški pop vokalni nastop«. Po izidu filma Levji kralj je soundtrack za film devet tednov ostal na vrhu lestvice Billboard 200. 10. novembra 1999 je organizacija RIAA soundtracku 15 milijonov prodanih izvodov v Združenih državah Amerike podelila diamantno certifikacijo.
Leta 1995 je Elton John izdal svoj naslednji glasbeni album, Made in England, ki je na ameriški glasbeni lestvici zasedel tretje mesto. Preko albuma je izšla tudi pesem »Believe«, s katero je nastopil na podelitvi nagrad Brit Awards tistega leta. Na tej prireditvi so ga nagradili z nagrado v kategoriji za »izstopajoč prispevek h glasbi«. Naslednjega leta je izdal kompilacijo z naslovom Love Songs.
Zgodaj leta 1997 je Elton John priredil zabavo za petsto ljudi za svoj petdeseti rojstni dan, na kateri je nastopil oblečen v Ludvika XIV. S preživelimi člani glasbene skupine Queen je 17. januarja 1997 nastopil v Parizu na prvi predstavi Le Presbytère N'a Rien Perdu De Son Charme Ni Le Jardin De Son Éclat, ki jo je organizirala francoska baletna legenda Maurice Béjart in ki je ob smrti Freddieja Mercuryja ter plesalca Jorgea Donna pričela bolj odprto razglabljati o AIDS-u. Kasneje tistega leta sta umrla dva njegova bližnja prijatelja; umorili so modnega oblikovalca Giannija Versacea, 31. avgusta pa je v prometni nesreči umrla princesa Diana.
Zgodaj septembra 1997 se je Elton John z Bernieom Taupinom pričel pogovarjati o tem, da bi Diani v čast obnovila njuno pesem »Candle in the Wind« iz leta 1973; Bernie Taupin je obnovil besedilo. 6. septembra 1997 je Elton John s pesmijo »Candle in the Wind 1997« nastopil na pogrebu princese Diane v westminstrški opatiji. Pesem je postala najbolje in najhitreje prodajana pesem vseh časov; nazadnje je pesem prodala 33 milijonov izvodov povsod po svetu. V Veliki Britaniji, kjer je pesem prodala 4,84 milijonov izvodov, je pesem najbolje postala prodajan singl. Pesem je tudi najbolje prodajan singl v zgodovini Billboardovih lestvic in edini singl, ki je prejel diamantno certifikacijo; v Združenih državah Amerike je prodal 11 milijonov izvodov. Nazadnje so 55 milijonov £ dobička od pesmi donirali spominskemu skladu princese Diane. Elton John je za pesem prejel grammyja v kategoriji za »najboljši moški pop vokalni nastop« na 40. podelitvi grammyjev leta 1998. Elton John je s pesmijo »Candle in the Wind 1997« v živo nastopil le enkrat, in sicer na pogrebu princese Diane; takrat je obljubil, da pesmi ne bo izvedel nikoli več, razen če ga bosta za to prosila Dianina sinova.
Poleg filma Levji kralj je Elton John sodeloval tudi pri broadwayjski upodobitvi filma leta 1998 ter skupaj s Timom Riceom kot tekstopiscem sodeloval pri Disneyjevi upodobitvi muzikala Aida leta 1999; na 54. podelitvi tonyjev sta bila za svoje delo nagrajena z nagrado v kategoriji za »najboljšo originalno pesem«, na 43. podelitvi grammyjev pa z nagrado v kategoriji za »najboljši album muzikala«. Muzikal se je premierno predvajal v gledališču Alliance v Atlanti, kasneje pa so ga uprizorili tudi v Chicagu in na Broadwayju. Izdal je tudi kompilacijo Elton John One Night Only - The Greatest Hits, ki so jo posneli med nastopom v živo na Madison Square Gardenu v New York Cityju tistega leta.

### 2000 - danes
Leta 2000 je Elton John ponovno sodeloval s Timom Riceom, tokrat na DreamWorksovem animiranem filmu Road to El Dorado. Avgusta 2003 je že petič zasedel prvo mesto na britanski glasbeni lestvici, tokrat s pesmijo »Are You Ready for Love«. Z muzikalom Billy Elliot je skupaj z Leejem Hallom leta 2005 zopet pisal pesmi za gledališče. Zaenkrat je edina gledališka igra, za katero je pesmi pisal skupaj z Berniejem Taupinom, muzikal Lestat, ki je temeljil na vampirskih romanih Anne Rice. Igri kritiki niso dodelili pozitivnih ocen in po samo devetintridesetih prireditvah so jo prenehali predvajati marca leta 2006.
Zaradi njegovega izjemnega prispevka k Disneyjevim filmom in muzikalom ga je podjetje The Walt Disney Company 9. oktobra 2006 imenovalo za Disneyjevo legendo. Leta 2006 je reviji Rolling Stone povedal, da bo njegov naslednji glasbeni album vključeval R&B/hip hop zvrst. »Želim si sodelovati s Pharrellom {Williamsom}, Timbalandom, Snoopom {Doggom}, Kanyeom {Westom}, Eminemom in samo videti, kaj se bo zgodilo.«
Marca 2007 je na svoj šestdeseti rojstni dan že šestdesetič nastopil na Madison Square Gardenu in s tem podrl rekord za največ nastopov tamkaj. Nastop so posneli in ga objavili preko DVD-ja Elton 60 - Live at Madison Square Garden; kompilacija z največjimi uspešnicami, naslovljena Rocket Man - Number Ones, je po svetu izšla v sedemnajstih različnih verzijah, vključno na CD/DVD različici. Kompilacijo je spremljal še dodatni katalog, preko katerega so ljudje lahko legalno kupili skoraj petsto pesmi z dvaintridesetih albumov.
1. julija 2007 je Elton John nastopil na koncertu za Diano na stadionu Wembley v Londonu, prirejenem v čast princesi Diani, ki so ga priredili na dan, ki bi bil njen šestinštirideseti rojstni dan. Elton John je koncert otvoril z nastopom s svojo pesmijo »Your Song« ter ga zaključil s svojim drugim nastopom na koncertu, z nastopom s pesmimi »Saturday Night's Alright For Fighting«, »Tiny Dancer« in »Are You Ready For Love«.
Septembra 2008 je Elton John v intervjuju z revijo GQ dejal: »Naslednje leto bom spet odšel na turnejo z Billyjem Joelom.« S tem je napovedal serijo koncertov, imenovano »Face to Face«, kjer sta nastopala oba. Turneja se je pričela marca 2009 in trajala dve leti.
Oktobra 2003 je Elton John potrdil, da je podpisal ekskluzivno pogodbo, v sklopu katere bo nastopil na petinsedemdesetih koncertih v palači Caesars v Las Vegasu. Koncert z naslovom Rdeči klavir (The Red Piano), je bil multimedijski koncert, ki so ga spremljali številni rekviziti in najrazličnejše video montaže, ki jih je ustvaril David LaChapelle. Med nekaterimi koncerti si je moral palačo deliti s Celine Dion; medtem ko je eden od njiju nastopal, je drugi počival. Prvi koncert so organizirali 13. februarja 2004. 21. junija 2008 je nastopil na svojem dvestotem koncertu v palači Caesars. Novembra 2008 so preko trgovine Best Buy izdali paket Rdeči klavir na DVD-ju/CD-ju. V Las Vegasu je nato pričel s turnejo The Red Piano Tour, ki je trajala dve leti in se končala aprila 2009.
Elton John je na 52. podelitvi grammyjev z Lady Gaga izvedel klavirski duet. 6. junija 2010 je za milijon $ nastopil na četrti poroki konzervativnega publicista Rusha Limbaugha. Enajst dni kasneje, točno sedemnajst let po prvem nastopu, je ponovno nastopil v stadionu Ramat Gan v Izraelu; kakšen mesec prej so zaradi napada na Izrael odpovedali vse glasbene koncerte. Pred začetkom koncerta je dejal, da jih ne bi »smela peči vest«, s čimer je namigoval na Elvisa Costella, ki bi moral v Izraelu nastopiti dva tedna za njim, vendar je nastop odpovedal zaradi »svoje vesti«.
Zadnji glasbeni album Eltona Johna, naslovljen The Union, so izdali 19. oktobra 2010. Med ustvarjanjem albuma je sodeloval z ameriškim pevcem in tekstopiscev Leonom Russellom; Elton John sam je dejal, da album predstavlja novo poglavje v njegovi glasbeni karieri: »Nimam več idej za pop dela.«
Elton John je član britanske akademije tekstopiscev, skladateljev in avtorjev (BASCA). ki jo od leta 2011 sestavlja že več kot 2000 članov. Akademija ga je med drugim nagradila tudi z nagrado Ivor Novello, ki so jo ustanovili sami.
Elton John je 28. septembra 2011 pričel s koncetrom Klavir za milijon dolarjev (The Million Dollar Piano) v dvorani Colosseum v palači Caesars v Las Vegasu. Elton John bo tovrstne koncerte prirejal še naslednja tri leta. V soboto, 8. oktobra 2011 je izvedel svoj tritisoči nastop v palači Caesars. Leta 2011 je skupaj s Kate Bush nastopil na koncertu Snowed in at Wheeler Street, prirejenem v sklopu promocije njenega albuma 50 Words for Snow.
Marca leta 2012 so objavili, da je Elton John pred kratkim zaključil s snemanjem svojega enaintridesetega glasbenega albuma, The Diving Board. Album naj bi napisal v samo dveh dneh. Potrdili so tudi, da je album produciral T-Bone Burnett in da ga nameravajo izdati jeseni leta 2012. Kakorkoli že, kasneje so objavili, da bodo album iz promocijskih razlogov izdali nekoliko kasneje, šele februarja 2013. Album vključuje predvsem pesmi rock žanra in na albumu je med drugim sodeloval tudi z Luko Šulićem. Elton John sam je dejal, da je ta album »najbolj razburljivo samostojno delo, kar sem jih ustvaril v zadnjem času.«

## Slog pisanja

### Pisanje besedil
Elton John s svojim partnerjem pri pisanju pesmi, Berniejem Taupinom, sodeluje že od leta 1967, ko sta se spoznala, ko sta oba odgovorila na oglas revije New Musical Express, ki ga je vodil Ray Williams, takratni menedžer glasbene založbe Liberty Records. Do danes sta sodelovala že na več kot tridesetih glasbenih albumih.
Leta 1991 so v dokumentarnem filmu Two Rooms proces pisanja pesmi Eltona Johna in Bernieja Taupina opisali kot proces, pri katerem pravzaprav sploh ne sodelujeta; Bernie Taupin sam napiše besedila za pesmi, Elton John pa napiše glasbo, vendar ob procesu ustvarjanja teh pesmi nikoli nista v isti sobi. Bernie Taupin naj bi glasbo napisal, jo poslal Eltonu Johnu, ta pa napiše glasbo zanjo, jo uredi in posname.

### Pisanje glasbe
Elton John je včasih pel v tenorju; danes poje v baritonu. Na njegove klavirske glasbe vplivajo klasična in cerkvena dela. V sedemdesetih je večino svojih albumov aranžiral v sodelovanju z Paulom Buckmasterjem.

## Zasebno življenje

### Družina
V poznih šestdesetih se je Elton John zaročil s svojo prvo partnerko, tajnico Lindo Woodrow, ki jo je omenil v svoji pesmi »Someone Saved My Life Tonight«. 14. februarja 1984 se je v Darling Point, Sydney, poročil z nemško inženirko Renate Blauel; mnogi ljudje so namigovali, da sta se pravzaprav poročila zato, da bi Elton John prikril dejstvo, da je homoseksualec. V intervjuju z revijo Rolling Stone leta 1976 je priznal, da je biseksualec, a po ločitvi od Renate Blauel je dejal, da je »zadovoljen« z dejstvom, da je gej.
Leta 1993 je Elton John pričel z razmerjem z Davidom Furnishom, bivšim producentov oglasov in ustvarjalcem filmov. 21. decembra 2005 sta sklenila civilno zvezo. Priredila sta manjši obred v Windsor Guildhallu, nato pa zabavo na njunem dvorcu v Berkshireu; vse skupaj naj bi stalo okoli 1 milijon £. Preko nadomestne matere sta 25. decembra 2010 v Kaliforniji dobila sina po imenu Zachary Jackson Levon Furnish-John. Elton John in David Furnish sta za botre njunega sina izbrala Lady Gaga, urednico revije The Digital Journalist, Ingrid Sischy, ter njeno partnerico, Sandy Brant.
Septembra 2009 sta Elton John in David Furnish izrazila namen posvojiti štirinajstmesečnega dečka Leva iz sirotišnice za otroke z AIDS-om iz Ukrajine; posvojitve nazadnje niso odobrili zaradi dečkove starosti in njunega zakonskega statusa. David Furnish je dejal, da bosta dečka in njegovega brata še naprej finančno podpirala in pričela sta s kampanjo za spremembo ukrajinskega zakona o posvajanju otrok. Elton John ima deset poznanih krščencev; to so med drugim tudi sina Johna Lennona in Yoko Ono, Seana Lennona, dveh sinov Davida in Victorie Beckham, Brooklyna in Romea, sina Elizabeth Hurley, Damiana Charlesa, in hčere Seymourja Steina in Linde Stein.

### Bogastvo
Aprila 2009 je revija Sunday Times Rich List objavila, da ima Elton John v lasti 175 milijonov £ oziroma 265 milijonov $, s čimer so ga označili za 322. najbogatejšo osebo v Veliki Britaniji. Elton John naj bi imel po podatkih revije Sunday Times Rich List leta 2011 195 milijonov $, na podlagi česar so ga razglasili za enega od desetih najbogatejših Britancev v glasbeni industriji. Poleg dvorca Woodside v Old Windsorju, Berkshire ima Elton John v lasti še dvorce v Atlanti, Nici, na parku Holland v Londonu in Benetkah. Elton John zbira umetnine in po poročanju naj bi imel v lasti eno izmed največjih zbirk fotografij na svetu.
Leta 2000 je Elton John priznal, da je zapravil v manj kot dveh letih zapravil kar 30 milijonov £ - približno 1,5 milijona £ na mesec. Med januarjem 1996 in septembrom 1997 je zapravil več kot 293.000 £ samo za rože in 9,6 milijona £ za nakup zemljišča. Junija 2001 je Elton John prodal dvajset svojih avtomobilov ameriškemu podjetju Christie's; menda jih sploh ni vozil, saj je bil prevečkrat zunaj države. Med drugim je prodal tudi Jaguar XJ220, letnik 1993, najdražjega od svojih avtomobilov, ki je stal234.750 £, in mnoge Ferrarije, Rolls-Royce in Bentleyje; z njimi je zaslužil več kot 2 milijona £. Leta 2003 je Elton John trgovini Sotheby's prodal skoraj vse stvari iz svojega domovanja v parku Holland; med drugim tudi umetnine mlajših britanskih umetnikov, kot sta Sam Taylor-Wood in Tracy Emin, in tako zaslužil 800.000 £. Od leta 2004 dalje vsako leto organizira prodajo z imenom »Eltonova omara« (»Elton's Closet«), med katero prodaja svoja oblačila iz druge roke.

### Ostalo
Med svojo kariero se je Elton John pogosto boril z zasvojenostjo od alkohola in kokaina. Do leta 1975 je od njega pritisk zvezdniškega statusa terjal že veliko; med »Eltonovim tednom« v Los Angelesu tistega leta se je predoziral. Poleg tega se je nekaj časa boril z bulimijo. V intervjuju za kanal CNN leta 2002 ga je Larry King vprašal, če je vedel za težave z motnjo prehranjevanja princese Diane. Elton John je odvrnil: »Da, sem. Oba sva bila bulimična.«
Kot velik navdušenec nad tenisom je Elton John napisal pesem »Philadelphia Freedom«, ki jo je posvetil svoji dolgoletni prijateljici Billie Jean King in njeni istoimenski franšizi, ustvarjeni v sklopu tekmovanja World Team Tennis. Skupaj sta gostila veliko dobrodelnih prireditev za boj proti AIDS-u; Billie Jean King pa je tudi podpredsednica njegove dobrodelne organizacije Elton John AIDS Foundation. Trener tenisa Eltona Johna je bil Donald Watt, ki je z njim odšel tudi na večino turnej, ki jih je priredil v osemdesetih in zgodnjih devetdesetih. Slednji je teniska učil tudi Davida Lloyda Leisurea in bil je bližnji prijatelj z Timom Henmanom in Davidom ter Johnom Lloydom.

## Nogometni klub Watford
Elton John je leta 1976 na pobudo menedžerja kluba, Grahama Taylorja, ter zaradi svojih velikih vložkov v klub postal podpredsednik nogometnega kluba Watford; ker je vanj vlagal večje količine denarja, je klub postal še uspešnejši in je nastopil na več nogometnih tekmovanjih. Tako so leta 1983 zmagali na tekmovanju za nogometni pokal Football League First Division in se naslednje leto uvrstil v finale tekmovanja FA Cup. Klub je leta 1987 prodal Jacku Petcheyju, vendar ga je sponzoriral še naprej. Leta 1997 je klub ponovno kupil. Leta 2002 je odstopil z mesta podpredsednika kluba, a ga sponzorira še dalje. Čeprav je sedaj le delni lastnik kluba, ga še vedno sponzorira. Junija 2005 je organiziral koncert za klub Walford na Vicarage Roadu; ves dobiček koncerta je doniral klubu, maja 2010 pa je ponovno organiziral enega od takih koncertov. Že nekaj časa je delni lastnik losangeleškega nogometnega kluba Aztecs.

## Dobrodelna organizacija za boj proti AIDS-u
Elton John se je od smrti svojih prijateljev Ryana Whitea in Freddieja Mercuryja pogosto povezoval z raznimi dobrodelnimi organizacijami za boj proti AIDS-u; skupaj z njimi je zbiral ogromne količine denarja, ki jih je kasneje doniral organizacijam, s svojo prepoznavnostjo pa je zvišal ozaveščenje javnosti o bolezni. Leta 1986 je, na primer, skupaj z Dionne Warwick, Gladys Knight, in Steviejem Wonderjem posnel pesem »That's What Friends Are For«, ki sta jo napisala Burt Bacharach in Carole Bayer Sager; ves dobiček, ki so ga s pesmijo zaslužili, so donirali ameriški organizaciji za raziskovanje AIDS-a (American Foundation for AIDS Research). Pesem je bila kasneje nagrajena z grammyjema v kategorijah za »najboljši pop nastop dueta ali skupine« ter za »pesem leta«. Aprila 1990 je Elton John s pesmijo »Skyline Pigeon« nastopil na pogrebu Ryana Whitea, hemofiličnega najstnika, s katerim se je spoprijateljil.
Leta 1992 je Elton John ustanovil organizacijo Elton John AIDS Foundation. V sklopu te organizacije je poskušal več ljudi ozavestiti o AIDS-u in virusu HIV, da bi se predsodki do ljudi, okuženimi s to boleznijo, zmanjšali, in da bi ljudje bolje vedeli, kako lahko pride do okužbe s to boleznijo in kako ne. Z organizacijo se aktivno ukvarja še danes. Zgodaj leta 2006 je dražbi na eBayju, s katero so nameravali promovirati organizacijo, doniral dva manjša svetlo rdeča klavirja znamke Yamaha, s katerima je nastopal na svojih koncertih v Las Vegasu, Nevada.
Da bi za svojo dobrodelno organizacijo zbral več denarja, Elton John vsako leto priredi ples belih kravat in tiar (White Tie & Tiara Ball), ki se ga udeleži mnogo slavnih osebnosti. Na plesu povabljene tudi pogostijo; meni sestavljajo soufflé, file mignon z repom jastoga iz Mainea in velikanska sladoledna kupa. Večerjo vsako leto pripravi Stephen Fry. Eno izmed del Tracey Emin, fotografija volana avtomobila Rolls Royce Phantom, je prodal in z njo zaslužil 800.000 £; skupaj s 3,5 milijoni $ je ves denar doniral svoji dobrodelni organizaciji. Na enem izmed svojih plesov je na koncu skupaj s Tomom Jonesom izvedel pesem »Delilah« in skupaj s Shirley Bassey pesem »Big Spender«. Vstopnice za ples stanejo 1.000 $ na osebo. Leta 2006 je s plesom zaslužil 4,6 milijonov $.

## Aktivizem
1. aprila 2010 je Elton John skupaj s Cyndi Lauper nastopil na njeni kampanji Give a Damn, katere cilj je bil povečati ozaveščenje javnosti o skupnosti gejev, lezbijk in transseksualcev; kampanjo je sponzoriral njen sklad True Colors Fund. V oglasu za kampanjo je Elton John povedal: »Predstavljajte si, da morate vsak dan hoditi po ulici in se spraševati, ali te bo ta dan nekdo pretepel ali celo ubil, samo zato, ker si, kar si.« S kampanjo so želeli heteroseksualce pripeljati do tega, da bi se zavzeli za homoseksualce in transseksualce ter prenehali z diskriminacijo. Pri kampanji so sodelovali tudi Whoopi Goldberg, Jason Mraz, Judith Light, Cynthia Nixon, Kim Kardashian, Clay Aiken, Sharon Osbourne, Kelly Osbourne in Anna Paquin.
Občasno objavlja svoje kolumne v reviji The Guardian.

## Nagrade
Eltona Johna so leta 1994, prvo leto, ko je ustrezal vsem pogojem, vključili v Hram slavnih rokenrola. Z Berniejem Taupinom sta bila že leta 1992 vključena v dvorano Songwriters Hall of Fame. Leta 1995 je prevzel naziv poveljnika reda britanskega imperija. Zaradi njegovega dobrodelnega dela ga je kraljica Elizabeta 24. februarja 1998 povitezila. Oktobra 1975 je postal 1.662. oseba, ki je prejela svojo zvezdo na Hollywood Walk of Fame.
Leta 2004 je Elton john postal častni tajnik Kennedyjevega centra, leta 2006 pa je prevzel naziv Disneyjeve legende. Leta 2010 je bil za svoje dosežke v glasbi nagrajen z nagrado Heritage Award, ki so mu jo podelili v klubu The Namaste Lounge Pub v Watfordju, kjer je nastopil na svojem prvem koncertu.
Za svoja dela je bil Elton John nagrajen z nagradami, kot so oskar (leta 1994 v kategoriji za »najboljšo originalno pesem« za pesem »Can You Feel The Love Tonight« iz filma Levji kralj; nagrado si je delil skupaj s Timom Riceom), zlati globus (leta 1994 v kategoriji za »najboljšo originalno pesem« za pesem »Can You Feel The Love Tonight« iz filma Levji kralj; nagrado si je delil skupaj s Timom Riceom) in tony (leta 2000 v kategoriji za »najboljši originalni soundtrack« za muzikal Aida; nagrado si je delil skupaj s Timom Riceom). Poleg tega je bil nagrajen tudi s šestimi grammyji, in sicer:
- 1987: najboljši pop vokalni nastop dueta ali skupine za »That's What Friends Are For«, s katero je nastopila glasbena skupina Dionne Warwick & Friends (nagrado je delil skupaj z Dionne Warwick, Gladys Knight in Steviejem Wonderjem)
- 1991: najboljša inštrumentalna kompozicija za pesem »Basque«, ki jo je izvedel James Galway
- 1994: najboljši moški pop vokalni nastop za pesem »Can You Feel The Love Tonight«
- 1997: najboljši moški pop vokalni nastop za pesem »Candle In The Wind 1997«
- 1999: grammy za legendo
- 2001: najboljši soundtrack za muzikal za Aida (nagrado si je delil skupaj z Guyjem Babylonom, Paulom Bogaevom in Chrisom Montanom - producenti, Timom Riceom - tekstopisec in Heather Headley, Adamom Pascalom in Sherie Rene Scott - igralci)

## Glasbena skupina Eltona Johna
Od leta 1970 je glasbena skupina, pri kateri Elton John nastopa kot glavni pevec in pianist, poznana pod imenom Elton John Band. Z izjemo Eltona Johna so se skoraj vsi člani glasbene skupine nekajkrat zamenjali. Nekateri so nastopali le na določenih turnejah, z drugimi so sodelovali le enkrat ali dvakrat.

## Diskografija
Glasbeni albumi
- Empty Sky (1969)
- Elton John (1970)
- Tumbleweed Connection (1970)
- Madman Across the Water (1971)
- Honky Château (1972)
- Don't Shoot Me I'm Only the Piano Player (1973)
- Goodbye Yellow Brick Road (1973)
- Caribou (1974)
- Captain Fantastic and the Brown Dirt Cowboy (1975)
- Rock of the Westies (1975)
- Blue Moves (1976)
- A Single Man (1978)
- Victim of Love (1979)
- 21 at 33 (1980)
- The Fox (1981)
- Jump Up! (1982)
- Too Low for Zero (1983)
- Breaking Hearts (1984)
- Ice on Fire (1985)
- Leather Jackets (1986)
- Reg Strikes Back (1988)
- Sleeping with the Past (1989)
- The One (1992)
- Duets (1993)
- Made in England (1995)
- The Big Picture (1997)
- Songs from the West Coast (2001)
- Peachtree Road (2004)
- The Captain & the Kid (2006)
- The Union (skupaj z Leonom Russellom) (2010)
- The Diving Board (2013)
- Wonderful Crazy Night (2016)
- Regimental Sgt. Zippo (2021)

Soundtracki
- Friends (1971)
- Levji kralj (1994)
- Aida (1998)
- Muza (1999)
- Road to El Dorado (2000)
- Billy Elliot (2005)
- Lestat (2005)
- Gnomeo & Julija (2011)

Filmi
- Elton John: Me, Myself & I (2007; avtobiografija) kot on
- The Country Bears, ZDA (2002) kot on
- Spice World, UK (1997) kot on
- Tommy, Velika Britanija (1975) kot čarovnik
- Born to Boogie (1972), ZDA kot on skupaj z Marcom Bolanom in Ringom Starrom